# Piparböle naturvårdsområde
Piparböle naturvårdsområde är ett naturvårdsområde (som sedan 1999 likställs med naturreservat) i Umeå kommun i Västerbottens län. 
Naturvårdsområdet bildades 1978 och omfattar 14 hektar. Det ligger strax öster om Piparbölesjön och består av en rullstansås bevuxen med tall.